# Triaenodes bilobatus
Triaenodes bilobatus är en nattsländeart som beskrevs av Yang och Morse 2000. Triaenodes bilobatus ingår i släktet Triaenodes och familjen långhornssländor. Inga underarter finns listade i Catalogue of Life.